# Hoppelpoppel

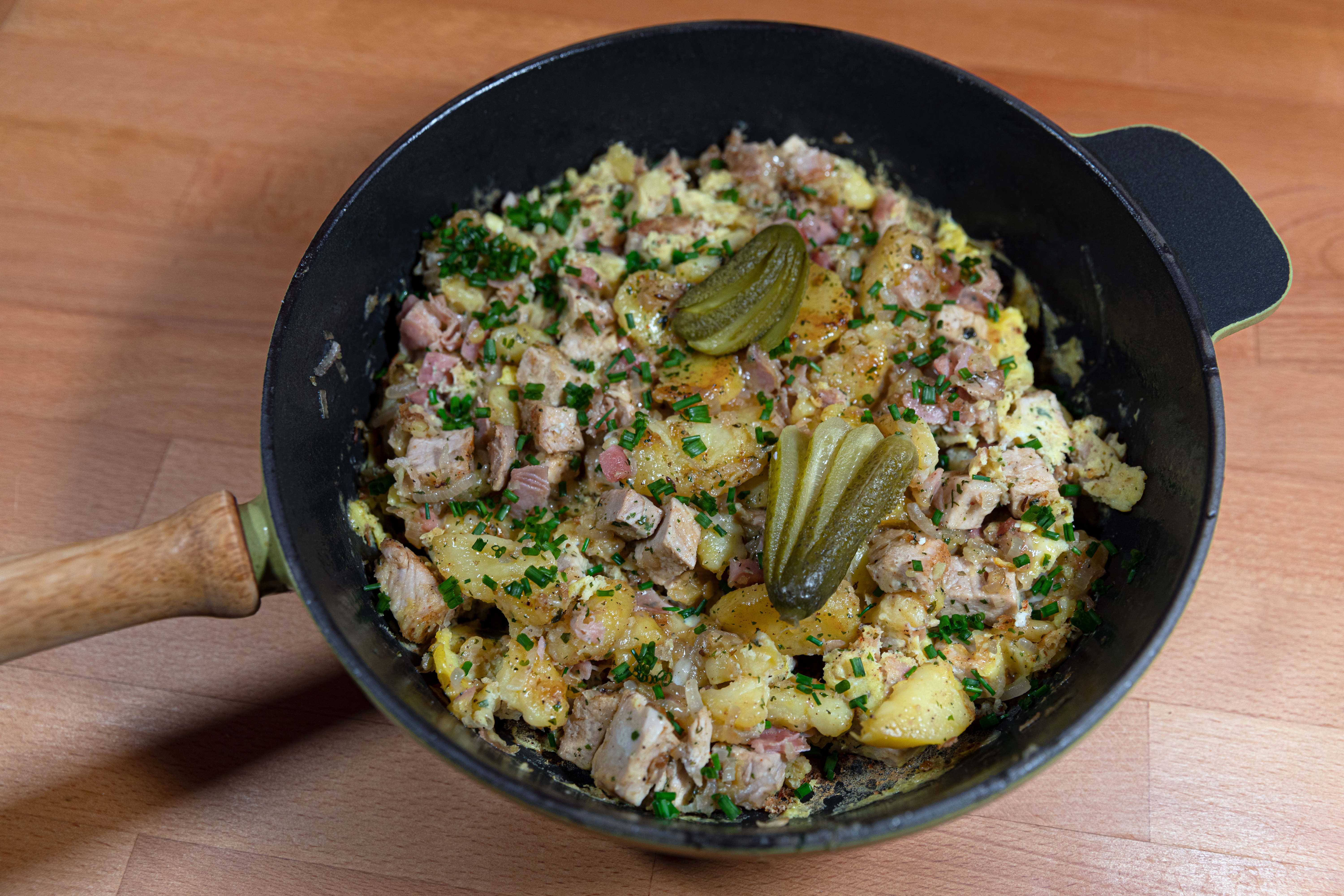
Hoppelpoppel

Hoppelpoppel – potrawa typowa dla niemieckiej kuchni chłopskiej, przyrządzana z odsmażonych ziemniaków, do których dodaje się na patelni roztrzepane jajka. Dodatkiem do potrawy może być także pokrojona w kostkę wędzonka. W innej wersji zamiast wędzonki dodaje się paprykę i pomidory.
Potrawę serwuje się z sałatkami warzywnymi i surówkami.
Potrawą zbliżoną do Hoppelpoppel jest szwedzka pyttipanna i fińska pyttipannu.